# София Ленд
София Ленд (Sofia Land) е името на бивш увеселителен парк в София, България.
Изграден е върху площ от 35 дка. Входът му е откъм бул. „Никола Вапцаров“. Съдържа 22 атракциона и 2 кина.
Паркът работи само 4 години – открит е на 21 септември 2002 г. и е закрит на 16 октомври 2006 г. Причината за затварянето му е неясна.